# Parco nazionale di Manda
Il parco nazionale di Manda (in francese: Parc National de Manda) è un'area protetta di 1140 km² nella regione di Moyen-Chari, nel sud del Ciad. Situato a nord-ovest della città di Sarh, è delimitato a nord-est dallo Chari e a sud-ovest dalla strada statale Sarh-N'Djamena.
Si trova nella fascia vegetativa denominata «savana sudanese orientale» ed è coperto per il 66% da savana alberata, per il 31% da foresta e per il 2% da savana erbosa. Lungo lo Chari ci sono vaste pianure alluvionali dove si sviluppano vaste savane erbose. La stagione delle piogge inizia ad aprile e il parco nazionale riceve circa 1000 mm di pioggia all'anno.
Venne originariamente istituito come riserva naturale nel 1953 e ricevette lo status di parco nazionale nel 1965. Esso venne creato per garantire protezione all'eland gigante (Taurotragus derbianus). Sebbene la specie sia ormai scomparsa da tempo nel parco, essa è ancora presente nella regione di Goundi, ad ovest. Il numero dei grandi mammiferi è estremamente diminuito, ma si presume che sia certa la presenza del licaone (Lycaon pictus). Durante la stagione secca, le savane del parco vengono pascolate da numerosi capi di bestiame, ma la vegetazione è ancora relativamente intatta.
Nel 1997 venne effettuato un rilevamento dell'avifauna del parco, durante il quale venne segnalata la presenza di specie come l'astro facciarossa (Pytilia hypogrammica), la passera lagia minore (Gymnoris dentata), il pigliamosche del Gambaga (Muscicapa gambagae), lo storno dal collare bianco (Grafisia torquata), lo storno splendente purpureo (Lamprotornis purpureus), il garrulo di Reinwardt (Turdoides reinwardtii), l'eremomela piccola (Eremomela pusilla), il beccamoschino rossiccio (Cisticola rufus), il pendolino giallo africano (Anthoscopus parvulus), il barbuto pettonero (Lybius rolleti) e il gruccione golarossa (Merops bullocki).